# Гранична застава
Вижте пояснителната страница за други значения на Застава.
Граничната застава е основно войсково подразделение, което в системата на Гранични войски съществува от 1948 г. и се счита като център за охрана на държавната граница. Тя има различен числен състав и въоръжение. Разполага се на известно разстояние от линията на държавната граница, близо до населено място и в район, свързан с пътна мрежа. Охранява непрекъснато определен участък от държавната граница, като изпраща различни по вид и състав гранични наряди.
Личният състав на граничната застава обикновено се е състояла от един или двама офицери, старшина и 20 – 30 войника. Между заставите и на известно разстояние от държавната граница е имало т.нар. „съоръжение“ – преграда от бодлива тел, по която тече нисковолтов ток. При допиране на два сегмента от бодливата тел, системата сигнализира в заставата, в кой участък е станало задействието. Участъците са били с дължина до 100 – 150 м. Пред съоръжението, също както и пред държавната граница е имало изоран участък, наречен Контролно-следова полоса (КСП), в който са се разчитали следите оставени от причинителите на задействието – нарушители или нерядко животни. Разстоянието между съоръжението и държавната граница е било такова, че при задействие да може т.нар. „покриваща група“ да заеме позиция, където се очаква нарушителите да преминат границата. При задействие следова или още тревожна група отива на мястото на задействието, за да установи подробности. Тя обикновено се е състояла от старши на групата – старшина или по-рядко офицер, водач със следово куче и войници. При установяване на нарушители, те се проследяват. Задействията се записват в „дневник на задействията“, който се намира в заставата.